# تانگیل
تانگیل (به لاتین: Tangail) یک منطقهٔ مسکونی در بنگلادش است که در Tangail Sadar Upazila واقع شده‌است. تانگیل ۲۹٫۰۴ کیلومتر مربع مساحت دارد ۱۴ متر بالاتر از سطح دریا واقع شده‌است.